# 스텔라를 납치했다
《스텔라를 납치했다》(Kidnapping Stella)는 독일에서 제작된 토마스 지븐 감독의 2019년 스릴러 영화이다. 2019년 6월 29일 독일 뮌헨 영화제에서 상영했다.

## 출연
- 옐라 하세 - 스텔라 역
- 클레멘스 쉬크 - 빅 역
- 막스 폰 더 그뢰벤 - 톰 역